# Alvinópolis
Alvinópolis is een gemeente in de Braziliaanse deelstaat Minas Gerais. De gemeente telt 15.678 inwoners (schatting 2009).

## Aangrenzende gemeenten
De gemeente grenst aan Barra Longa, Catas Altas, Dom Silvério, Mariana, Rio Piracicaba, Santa Bárbara en São Domingos do Prata.